# Vadehavsøerne
Vadehavsøerne er en øgruppe i Vadehavet. I Danmark ligger øerne ved den jyske vestkyst.
Mange af øerne ligger i et af de tre Frislande.

## Øerne i Danmark
- Øer:
  - Fanø
  - Rømø

- Småøer:
  - Mandø
  - Langli

- Sandbanker:
  - Koresand
  - Jordsand (før 1999 en småø)

## Øerne i Tyskland

### Nordfrisiske Øer
- Øer:
  - Sild (Sylt)
  - Amrum
  - Før (Föhr)
  - Pelvorm (Pellworm)

- Småøer:
  - Øland (Oland)
  - Langenæs (Langeness)
  - Grøde (Gröde)
  - Habel
  - Hamborg Hallig (Hamburger Hallig)
  - Hoge (Hooge)
  - Nordstrand Mor
  - Nørreog (Norderoog)
  - Sønderog (Süderoog)
  - Sydfald (Südfall)

- Sandbanke:
  - Japsand
  - Nørreogsand (Norderoogsand)
  - Sønderogsand (Süderoogsand)
  - Knipsand (Kniepsand)
  - Jungnamensand

### Øerne i Ditmarsken
- Øer:
  - Trischen

- Sandbanke:
  - Blauort
  - Tertius

### Øerne i Hamborg
- Øer:
  - Neuwerk

### Østfrisiske Øer
- Øer:
  - Borkum
  - Juist
  - Norderney
  - Baltrum
  - Langeoog
  - Spiekeroog
  - Wangerooge

- Småøer og sandbanke:
  - Kachelotplate
  - Lütje Hörn
  - Memmert
  - Mellum
  - Minsener Oog
  - Stor Knechtsand

## Øerne i Nederlandene

### Vestfrisiske Øer
- Øer:
  - Texel
  - Vlieland
  - Terschelling
  - Ameland
  - Schiermonnikoog

- Småøer og sandbanke:
  - Noorderhaaks
  - Richel
  - Griend
  - Rif
  - Engelsmanplaat
  - Simonszand
  - Rottumerplaat
  - Rottumeroog